# كريستوف مورو
كريستوف مورو (بالفرنسية: Christophe Moreau)‏ ولد بتاريخ 12 أبريل 1971 في فرنسا، هو دراج فرنسي سابق في صنف سباق الدراجات على الطريق. سبق أن شارك في دورة الألعاب الأولمبية الصيفية.

## سجل النتائج

### سباقات أو مراحل فاز بها
- طواف فرنسا

## روابط خارجية
- كريستوف مورو على موقع الاتحاد الدولي للدراجات (الإنجليزية)
- كريستوف مورو على موقع أرشيف الدراجات (الإنجليزية)
- كريستوف مورو على موقع إحصائيات الدراجات الإحترافية (الإنجليزية)
- كريستوف مورو على موقع نسبة الدراجات (الإنجليزية)
- كريستوف مورو على موقع CycleBase (الإنجليزية)
- كريستوف مورو على موقع أوليمبيديا (الإنجليزية)